# Karrenweg van Amoer

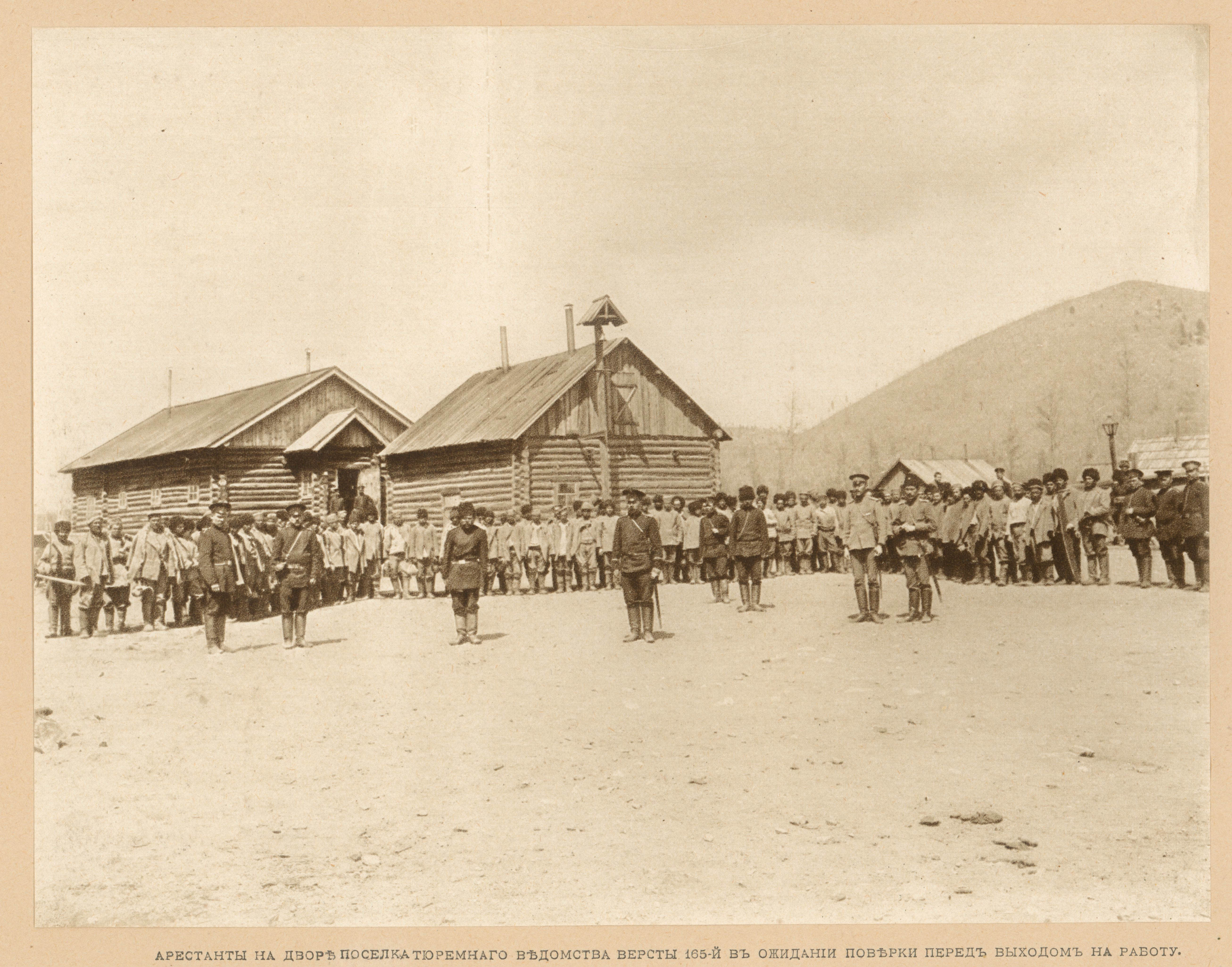
Gevangenen op appel voor vertrek uit het kamp naar de aanleg van de weg.

De Karrenweg van Amoer (Russisch: Амурская колёсная дорога, [Amoerskaja kaljosnaja daroga]) of Wielenweg van Amoer (Russisch: Амурская колесуха, [Amoerskaja kalesoecha]) was een 2000 kilometer lange karrenweg in oblast Amoer in het Russische Rijk die Chabarovsk verbond met Blagovesjtsjensk door veelal onbewoond taiga- en moerasgebied.
De weg werd aangelegd tussen 1898 en 1909, waarbij vrijwel alleen gebruikgemaakt werd van katorga-arbeid. De weg werd geprezen als een succes van het gebruik van dwangarbeid, waarbij werd beweerd dat geen enkel ander land een gevangenisarbeidsproject had op een dergelijk grote schaal. In 1905 werkten meer dan 700 veroordeelden tegelijkertijd aan de aanleg van de weg. Dit gebeurde onder zeer slechte omstandigheden. Gevangenen moesten met gebruik van zeer primitief gereedschap het werk verrichten en door onvoldoende voeding en de zware werkomstandigheden stierven velen tijdens de aanleg.